# Sevens Challenger
Le Sevens Challenger (anciennement Sevens Challenger Series) sont une série de tournois internationaux de rugby à sept organisés par World Rugby. Elles sont autant déclinées en catégorie masculine que féminine.

## Historique
Dévoilé le 17 décembre 2019, la Sevens Challenger Series est créée afin d'accompagner le développement du rugby à sept dans de nouveaux pays. Cette nouvelle compétition se substitue également au tournoi qualificatif de Hong Kong, permettant de décrocher le statut d'équipe permanente aux séries mondiales, que ce soit pour les séries masculine ou féminine.
Néanmoins, l'organisation de cette première édition du tournoi de qualification est perturbée par la pandémie de Covid-19,,,. Le champion est proclamé en catégorie masculine après annulation de la 3e étape, tandis que l'épreuve féminine n'est pas disputée.
À partir de 2024, mais aussi dès 2023 pour le tournoi masculin, le champion n'obtient plus une qualification directe pour la série mondiale, mais se qualifie pour un tournoi de qualification de barrage contre les équipes les moins bien classées de série mondiale. Par ailleurs, la Sevens Challenger Series est renommée Sevens Challenger à partir de l'édition 2024.
Le Sevens Challenger est supprimé à partir de la saison 2025-2026, le format de la série mondiale étant remanié avec un système d'une phase préliminaire en trois divisions suivi d'une phase finale en trois tournois.

## Identité visuelle

Évolution du logo
Logo de 2020 à 2023.
Logo de 2024 à 2025.

## Format
Pour l'édition originale masculine, deux premiers tournois rassemblent seize équipes nationales. Les huit meilleures nations sont ensuite qualifiées pour un troisième tournoi de barrage, à l'issue duquel est décerné le statut d'équipe permanente pour la série mondiale à venir,.
L'édition originale féminine se dispute quant à elle en une seule étape entre douze équipes.
En 2023, le nombre d'équipes est réduit à douze pour les deux tournois, se calquant sur le format des épreuves olympiques.

## Éditions
| Édition   | Étapes | Lieux                                                            | Dates                                                     | Vainqueur final |
| --------- | ------ | ---------------------------------------------------------------- | --------------------------------------------------------- | --------------- |
| 2020 (en) | 2      | Viña del Mar, Chili Montevideo, Argentine                        | 15 au 16 février 2020 22 au 23 février 2020               | Japon           |
| 2022 (en) | 1      | Independencia, Chili                                             | 12 au 14 août 2022                                        | Uruguay         |
| 2023 (en) | 2      | Stellenbosch, Afrique du Sud Stellenbosch, Afrique du Sud        | 20 au 22 avril 2023 28 au 30 avril 2023                   | Tonga           |
| 2024      | 3      | Dubaï, Émirats arabes unis Montevideo, Uruguay Munich, Allemagne | 12 au 14 janvier 2024 8 au 10 mars 2024 18 au 19 mai 2024 | Uruguay         |
| 2025 (en) | 3      | Le Cap, Afrique du Sud Le Cap, Afrique du Sud Cracovie, Pologne  | 1er au 2 mars 2025 7 au 8 mars 2025 11 au 12 avril 2025   | Portugal        |

| Édition   | Étapes | Lieux                                                            | Dates                                                     | Vainqueur final                              |
| --------- | ------ | ---------------------------------------------------------------- | --------------------------------------------------------- | -------------------------------------------- |
| 2020 (en) | 0      | Annulée en raison de la pandémie de Covid-19                     | Annulée en raison de la pandémie de Covid-19              | Annulée en raison de la pandémie de Covid-19 |
| 2022 (en) | 1      | Independencia, Chili                                             | 12 au 14 août 2022                                        | Japon                                        |
| 2023 (en) | 2      | Stellenbosch, Afrique du Sud Stellenbosch, Afrique du Sud        | 20 au 22 avril 2023 28 au 30 avril 2023                   | Afrique du Sud                               |
| 2024 (en) | 3      | Dubaï, Émirats arabes unis Montevideo, Uruguay Cracovie, Pologne | 12 au 14 janvier 2024 8 au 10 mars 2024 18 au 19 mai 2024 | Chine                                        |
| 2025 (en) | 3      | Le Cap, Afrique du Sud Le Cap, Afrique du Sud Cracovie, Pologne  | 1er au 2 mars 2025 7 au 8 mars 2025 11 au 12 avril 2025   | Kenya                                        |